# Première circonscription de la Somme
La première circonscription de la Somme est l'une des cinq circonscriptions législatives françaises que compte le département de la Somme (80) situé en région Hauts-de-France.

## Description géographique et démographique
Créée en 1958 pour la Ire législature de la Cinquième République, elle fut redécoupée en 1986 et en 2010.

### 1958-1986

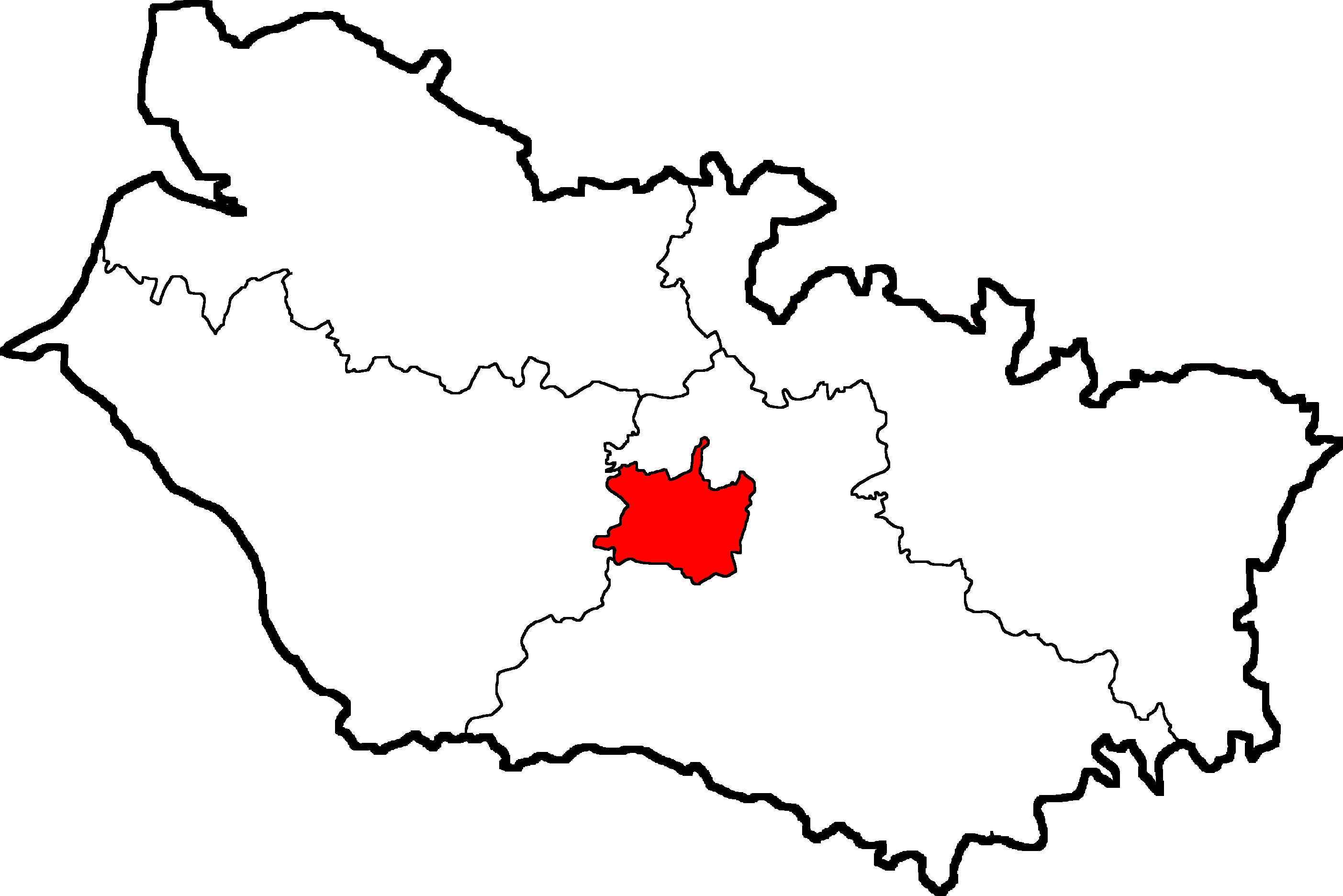
Circonscription de 1958 à 1986.

Par ordonnance du 13 octobre 1958 relative à l'élection des députés à l'Assemblée nationale, la première circonscription est créée et est délimitée par les cantons suivants :
- Canton d'Amiens-Nord-Ouest
- Canton d'Amiens-Nord-Est
- Canton d'Amiens-Sud-Est
- Canton d'Amiens-Sud-Ouest
- Canton d'Amiens-Ouest (canton créé en 1970)
- Canton d'Amiens-Est (canton créé en 1973)
- Canton d'Amiens-Sud (canton créé en 1973)
- Canton d'Amiens-Nord (canton créé en 1985)

### 1988-2012

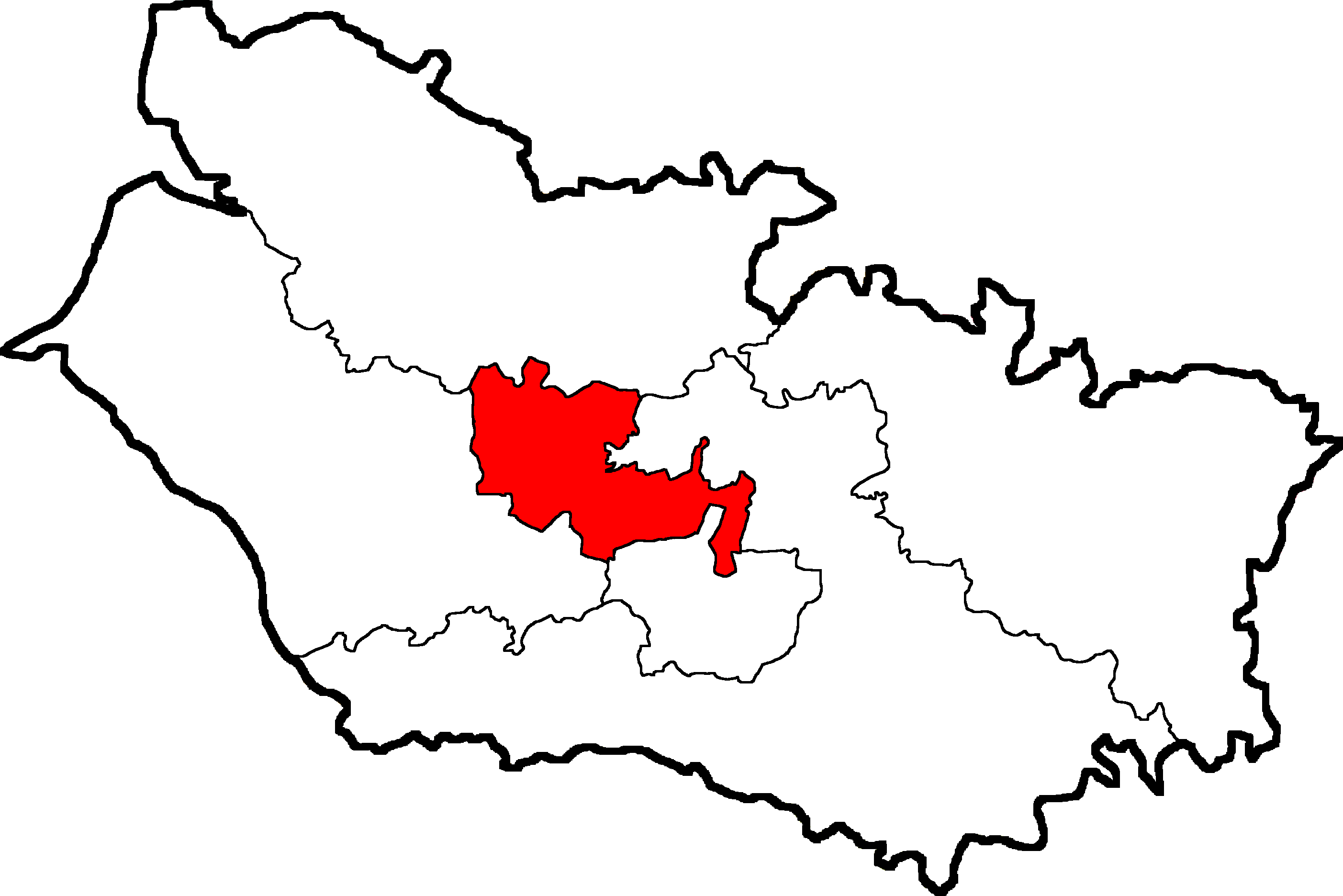
Circonscription de 1988 à 2012.

Pour l'élection législative de 1988, la première circonscription de la Somme est délimitée par le découpage électoral de la loi no 86-1197 du 24 novembre 1986
, elle regroupe les divisions administratives suivantes : 
- Canton d'Amiens-Ouest
- Canton d'Amiens-Nord-Ouest
- Canton d'Amiens-Est
- Canton d'Amiens-Nord
- Canton de Picquigny

Ainsi la circonscription intègre le cantons de Picquigny tandis que les cantons d'Amiens-Nord-Est, Amiens-Sud-Est, Amiens-Sud, Amiens-Sud-Ouest sont rattachés à la deuxième circonscription.
D'après le recensement général de la population en 1999, réalisé par l'Institut national de la statistique et des études économiques (INSEE), la population totale de cette circonscription est estimée à 95 650 habitants,.

### Depuis 2012

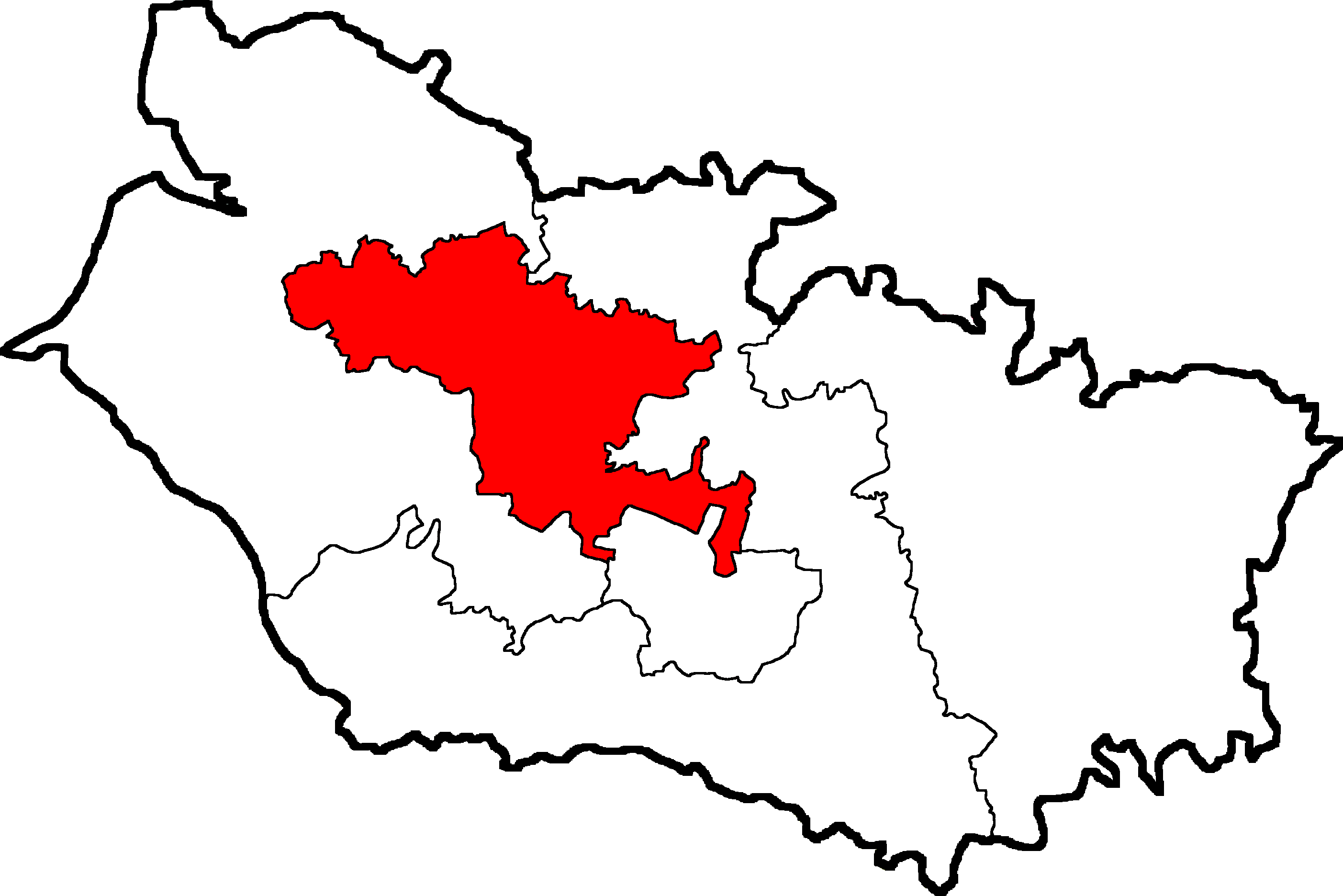
Circonscription depuis 2012.

À la suite du redécoupage des circonscriptions législatives françaises effectués en 2010, la circonscription est redécoupée tandis que le département perd 1 député pour la prochaine élection législative de 2012. Elle incorpore désormais: 
- Canton d'Abbeville-Nord
- Canton d'Abbeville-Sud
- Canton d'Ailly-le-Haut-Clocher
- Canton d'Amiens-Nord-Ouest
- Canton d'Amiens-Est
- Canton d'Amiens-Nord
- Canton de Domart-en-Ponthieu
- Canton de Picquigny

Ainsi la circonscription intègre les cantons de Abbeville Nord, Abbeville Sud, Ailly-le-Haut-Clocher, Domart-en-Ponthieu en 2012 par rapport à 2007 tandis que le canton d'Amiens I Ouest est rattaché à la deuxième circonscription.

## Historique des députations

### 1958-1986
| Législature | Début de mandat | Fin de mandat  | Député              | Parti politique | Observations                                                                               |
| ----------- | --------------- | -------------- | ------------------- | --------------- | ------------------------------------------------------------------------------------------ |
| Ire         | 9 décembre 1958 | 9 octobre 1962 | Fred Moore          | UNR             | Mandat écourté à la suite d'une dissolution parlementaire décidée par Charles de Gaulle.   |
| IIe         | 6 décembre 1962 | 2 avril 1967   | René Lamps          | PCF             |                                                                                            |
| IIIe        | 3 avril 1967    | 30 mai 1968    | René Lamps          | PCF             | Mandat écourté à la suite d'une dissolution parlementaire décidée par Charles de Gaulle.   |
| IVe         | 11 juillet 1968 | 1er avril 1973 | René Lamps          | PCF             |                                                                                            |
| Ve          | 2 avril 1973    | 2 avril 1978   | René Lamps          | PCF             |                                                                                            |
| VIe         | 3 avril 1978    | 22 mai 1981    | Maxime Gremetz      | PCF             | Mandat écourté à la suite d'une dissolution parlementaire décidée par François Mitterrand. |
| VIIe        | 2 juillet 1981  | 1er avril 1986 | Jean-Claude Dessein | PS              |                                                                                            |

### 1988-2012
| Législature | Début de mandat | Fin de mandat  | Député              | Parti politique       | Observations                                                                          |
| ----------- | --------------- | -------------- | ------------------- | --------------------- | ------------------------------------------------------------------------------------- |
| IXe         | 23 juin 1988    | 1er avril 1993 | Jean-Claude Dessein | PS                    |                                                                                       |
| Xe          | 2 avril 1993    | 21 avril 1997  | Maxime Gremetz,     | PCF,                  | Mandat écourté à la suite d'une dissolution parlementaire décidée par Jacques Chirac. |
| XIe         | 12 juin 1997    | 18 juin 2002   | Maxime Gremetz,     | PCF,                  |                                                                                       |
| XIIe        | 19 juin 2002    | 19 juin 2007   | Maxime Gremetz,     | PCF,                  |                                                                                       |
| XIIIe       | 20 juin 2007    | 16 mai 2011    | Maxime Gremetz      | Colère et espoir (CE) | Démissionne le 16 mai 2011, son siège reste vacant jusqu'au 19 juin 2012              |
| XIIIe       | 16 mai 2011     | 19 juin 2012   | Vacant              | Vacant                | Démissionne le 16 mai 2011, son siège reste vacant jusqu'au 19 juin 2012              |

### Depuis 2012
| Législature | Début de mandat   | Fin de mandat     | Député           | Parti politique   | Observations |
| ----------- | ----------------- | ----------------- | ---------------- | ----------------- | --- |
| XIVe        | 20 juin 2012      | 27 septembre 2014 | Pascale Boistard | PS                | Nommée au gouvernement, elle est remplacée le 27 septembre 2014                                                              |
| XIVe        | 27 septembre 2014 | 17 juin 2017      | Pascal Demarthe  | PS                | Nommée au gouvernement, elle est remplacée le 27 septembre 2014                                                              |
| XIVe        | 18 juin 2012      | 20 juin 2012      | Pascale Boistard | PS                | Nommée au gouvernement, elle est remplacée le 27 septembre 2014                                                              |
| XVe         | 21 juin 2017      | 21 juin 2022      | François Ruffin  | Picardie debout ! | Siège avec le groupe France Insoumise                                                                                        |
| XVIe        | 22 juin 2022      | 9 juin 2024       | François Ruffin  | Picardie debout ! | Siège avec le groupe France Insoumise Mandat écourté à la suite d'une dissolution parlementaire décidée par Emmanuel Macron. |
| XVIIe       | 8 juillet 2024    | En cours          | François Ruffin  | Picardie debout ! | Siège avec le groupe Écologiste et social                                                                                    |

## Historique des élections

### De 1958 à 1986
Voici la liste des résultats des élections législatives dans la circonscription jusqu'au découpage électoral de 1986:

#### Élections de 1958
| Candidat           | Candidat            | Parti          | Premier tour | Premier tour | Second tour | Second tour |  |
| Candidat           | Candidat            | Parti          | Voix         | %            | Voix        | %           |  |
| ------------------ | ------------------- | -------------- | ------------ | ------------ | ----------- | ----------- |  |
|                    | René Lamps          | PCF            | 17 185       | 32,15        | 19 384      | 35,40       |  |
|                    | Camille Goret       | SFIO           | 14 760       | 27,62        | 15 629      | 28,54       |  |
|                    | Fred Moore élu      | UNR            | 10 682       | 19,99        | 19 745      | 36,06       |  |
|                    | Jean-Pierre Prévost | MRP            | 4 892        | 9,15         | Retrait     | Retrait     |  |
|                    | Henri Cazenave      | CNIP           | 4 639        | 8,68         | Retrait     | Retrait     |  |
|                    | Jacques Chatelain   | UFF            | 1 289        | 2,41         |             |             |  |
|                    |                     |                |              |              |             |             |  |
| Inscrits           | Inscrits            | Inscrits       | 68 114       | 100,00       | 68 113      | 100,00      |  |
| Abstentions        | Abstentions         | Abstentions    | 13 103       | 19,24        | 12 334      | 18,11       |  |
| Votants            | Votants             | Votants        | 55 011       | 80,76        | 55 779      | 81,89       |  |
| Blancs et nuls     | Blancs et nuls      | Blancs et nuls | 1 564        | 2,84         | 1 021       | 1,83        |  |
| Exprimés           | Exprimés            | Exprimés       | 53 447       | 97,16        | 54 758      | 98,17       |  |
| Source : Data.gouv |                     |                |              |              |             |             |  |

Le suppléant de Fred Moore était Guy Durand, chef d'atelier.

#### Élections de 1962
| Candidat           | Candidat            | Parti          | Premier tour | Premier tour | Second tour | Second tour |  |
| Candidat           | Candidat            | Parti          | Voix         | %            | Voix        | %           |  |
| ------------------ | ------------------- | -------------- | ------------ | ------------ | ----------- | ----------- |  |
|                    | René Lamps élu      | PCF            | 18 127       | 34,54        | 27 063      | 51,65       |  |
|                    | Fred Moore sortant  | UNR-UDT        | 15 086       | 28,75        | 25 330      | 48,35       |  |
|                    | Maurice Vast        | SFIO           | 14 021       | 26,72        | Retrait     | Retrait     |  |
|                    | Jean-Pierre Prévost | MRP            | 2 684        | 5,11         | Retrait     | Retrait     |  |
|                    | Bernard Cuminal     | CNIP           | 2 560        | 4,88         |             |             |  |
|                    |                     |                |              |              |             |             |  |
| Inscrits           | Inscrits            | Inscrits       | 69 041       | 100,00       | 69 039      | 100,00      |  |
| Abstentions        | Abstentions         | Abstentions    | 15 467       | 22,4         | 13 725      | 19,88       |  |
| Votants            | Votants             | Votants        | 53 574       | 77,6         | 55 314      | 80,12       |  |
| Blancs et nuls     | Blancs et nuls      | Blancs et nuls | 1 096        | 2,05         | 2 921       | 5,28        |  |
| Exprimés           | Exprimés            | Exprimés       | 52 478       | 97,95        | 52 393      | 94,72       |  |
| Source : Data.gouv |                     |                |              |              |             |             |  |

Le suppléant de René Lamps était Auguste Dujardin, ancien Conseiller de la République.

#### Élections de 1967
| Candidat           | Candidat                 | Parti          | Premier tour | Premier tour | Second tour | Second tour |  |
| Candidat           | Candidat                 | Parti          | Voix         | %            | Voix        | %           |  |
| ------------------ | ------------------------ | -------------- | ------------ | ------------ | ----------- | ----------- |  |
|                    | René Lamps sortant réélu | PCF            | 24 790       | 39,87        | 32 461      | 52,52       |  |
|                    | Fred Moore               | UD-Ve          | 24 386       | 39,22        | 29 347      | 47,48       |  |
|                    | Georges Brutelle         | SFIO (FGDS)    | 7 742        | 12,45        | Retrait     | Retrait     |  |
|                    | Bernard Hugo             | CD (PDM)       | 5 261        | 8,46         |             |             |  |
|                    |                          |                |              |              |             |             |  |
| Inscrits           | Inscrits                 | Inscrits       | 74 146       | 100,00       | 74 144      | 100,00      |  |
| Abstentions        | Abstentions              | Abstentions    | 10 369       | 13,98        | 10 217      | 13,78       |  |
| Votants            | Votants                  | Votants        | 63 777       | 86,02        | 63 927      | 86,22       |  |
| Blancs et nuls     | Blancs et nuls           | Blancs et nuls | 1 598        | 2,51         | 2 119       | 3,31        |  |
| Exprimés           | Exprimés                 | Exprimés       | 62 179       | 97,49        | 61 808      | 96,69       |  |
| Source : Data.gouv |                          |                |              |              |             |             |  |

Le suppléant de René Lamps était Émile Baheu, menuisier.

#### Élections de 1968
| Candidat           | Candidat                 | Parti          | Premier tour | Premier tour | Second tour | Second tour |  |
| Candidat           | Candidat                 | Parti          | Voix         | %            | Voix        | %           |  |
| ------------------ | ------------------------ | -------------- | ------------ | ------------ | ----------- | ----------- |  |
|                    | René Lamps sortant réélu | PCF            | 22 512       | 36,74        | 30 099      | 50,38       |  |
|                    | Fred Moore               | UDR (URP)      | 17 309       | 28,25        | 29 647      | 49,62       |  |
|                    | Maurice Vast             | Divers gauche  | 16 142       | 26,35        | Retrait     | Retrait     |  |
|                    | Max Arniaud              | SFIO (FGDS)    | 3 738        | 6,10         |             |             |  |
|                    | Edith Kawer              | PSU            | 1 566        | 2,56         |             |             |  |
|                    |                          |                |              |              |             |             |  |
| Inscrits           | Inscrits                 | Inscrits       | 73 956       | 100,00       | 73 954      | 100,00      |  |
| Abstentions        | Abstentions              | Abstentions    | 11 762       | 15,9         | 12 186      | 16,48       |  |
| Votants            | Votants                  | Votants        | 62 194       | 84,1         | 61 768      | 83,52       |  |
| Blancs et nuls     | Blancs et nuls           | Blancs et nuls | 927          | 1,49         | 2 022       | 3,27        |  |
| Exprimés           | Exprimés                 | Exprimés       | 61 267       | 98,51        | 59 746      | 96,73       |  |
| Source : Data.gouv |                          |                |              |              |             |             |  |

Le suppléant de René Lamps était Émile Baheu.

#### Élections de 1973
| Candidat           | Candidat                 | Parti                      | Premier tour | Premier tour | Second tour | Second tour |  |
| Candidat           | Candidat                 | Parti                      | Voix         | %            | Voix        | %           |  |
| ------------------ | ------------------------ | -------------------------- | ------------ | ------------ | ----------- | ----------- |  |
|                    | René Lamps sortant réélu | PCF                        | 30 179       | 44,65        | 36 820      | 55,11       |  |
|                    | Maurice Vast             | Divers gauche              | 12 567       | 18,59        | 29 992      | 44,89       |  |
|                    | Gérard Moularde          | UDR (URP)                  | 10 212       | 15,11        | Retrait     | Retrait     |  |
|                    | Étienne Bacrot           | MR                         | 5 236        | 7,75         |             |             |  |
|                    | Paul Trouillet           | PS (UGSD)                  | 4 638        | 6,86         |             |             |  |
|                    | François Mignot          | Divers droite (Maj. prés.) | 2 821        | 4,17         |             |             |  |
|                    | Jacqueline Letifi        | PSU                        | 1 559        | 2,31         |             |             |  |
|                    | Michel Rotman            | LCR                        | 373          | 0,55         |             |             |  |
|                    |                          |                            |              |              |             |             |  |
| Inscrits           | Inscrits                 | Inscrits                   | 81 402       | 100,00       | 81 401      | 100,00      |  |
| Abstentions        | Abstentions              | Abstentions                | 12 359       | 15,18        | 11 967      | 14,7        |  |
| Votants            | Votants                  | Votants                    | 69 043       | 84,82        | 69 434      | 85,3        |  |
| Blancs et nuls     | Blancs et nuls           | Blancs et nuls             | 1 458        | 2,11         | 2 622       | 3,78        |  |
| Exprimés           | Exprimés                 | Exprimés                   | 67 585       | 97,89        | 66 812      | 96,22       |  |
| Source : Data.gouv |                          |                            |              |              |             |             |  |

Le suppléant de René Lamps était Émile Baheu, maire de Camon.

#### Élections de 1978
| Candidat           | Candidat            | Parti          | Premier tour | Premier tour | Second tour | Second tour |  |
| Candidat           | Candidat            | Parti          | Voix         | %            | Voix        | %           |  |
| ------------------ | ------------------- | -------------- | ------------ | ------------ | ----------- | ----------- |  |
|                    | Maxime Gremetz élu  | PCF            | 27 721       | 35,43        | 41 588      | 52,71       |  |
|                    | Gilles de Robien    | UDF (PR)       | 17 870       | 22,84        | 37 306      | 47,29       |  |
|                    | Jean-Claude Dessein | PS             | 13 221       | 16,88        | Retrait     | Retrait     |  |
|                    | Richard Mazaudet    | UDF (Rad)      | 9 069        | 11,59        |             |             |  |
|                    | Gérard Poirot       | RPR            | 5 774        | 7,38         |             |             |  |
|                    | Jacqueline Maitte   | PSU (FA)       | 1 211        | 1,55         |             |             |  |
|                    | Jacques Leroy       | Divers droite  | 1 165        | 1,49         |             |             |  |
|                    | Alain Vrignaud      | MDD            | 849          | 1,09         |             |             |  |
|                    | Daniel Schlauder    | LO             | 800          | 1,03         |             |             |  |
|                    | Alain Bougnères     | LCR            | 390          | 0,50         |             |             |  |
|                    | Jean Depecker       | UOPDP          | 176          | 0,23         |             |             |  |
|                    |                     |                |              |              |             |             |  |
| Inscrits           | Inscrits            | Inscrits       | 93 745       | 100,00       | 93 741      | 100,00      |  |
| Abstentions        | Abstentions         | Abstentions    | 13 873       | 14,8         | 12 534      | 13,37       |  |
| Votants            | Votants             | Votants        | 79 872       | 85,2         | 81 207      | 86,63       |  |
| Blancs et nuls     | Blancs et nuls      | Blancs et nuls | 1 626        | 2,04         | 2 313       | 2,85        |  |
| Exprimés           | Exprimés            | Exprimés       | 78 246       | 97,96        | 78 894      | 97,15       |  |
| Source : Data.gouv |                     |                |              |              |             |             |  |

Le suppléant de Maxime Gremetz était François Cosserat, enseignant, Premier adjoint au maire d'Amiens.

#### Élections de 1981
Les élections législatives françaises de 1981 ont eu lieu les dimanches 14 et 21 juin 1981.
|                  | Jean-Claude Dessein | PS                     | 23 251 | 34,75  | 42 306  | 60,57   |  |  |  |  |  |  |  |
|                  | Maxime Gremetz*     | PCF                    | 19 133 | 28,60  | Retrait | Retrait |  |  |  |  |  |  |  |
|                  | Gilles de Robien    | UDF                    | 17 542 | 26,22  | 27 535  | 39,43   |  |  |  |  |  |  |  |
|                  | Gérard Montigny     | RPR                    | 4 779  | 7,14   |         |         |  |  |  |  |  |  |  |
|                  | Yves Briançon       | Front autogestionnaire | 881    | 1,31   |         |         |  |  |  |  |  |  |  |
|                  | Maryse Pernot       | LO                     | 691    | 1,03   |         |         |  |  |  |  |  |  |  |
|                  | Roland Gaucher      | FN                     | 630    | 0,94   |         |         |  |  |  |  |  |  |  |
|                  |                     |                        |        |        |         |         |  |  |  |  |  |  |  |
| Inscrits         | Inscrits            | Inscrits               | 96 361 | 100,00 | 96 360  | 100,00  |  |  |  |  |  |  |  |
| Abstentions      | Abstentions         | Abstentions            | 28 543 | 29,62  | 24 671  | 25,60   |  |  |  |  |  |  |  |
| Votants          | Votants             | Votants                | 67 818 | 70,38  | 71 689  | 74,40   |  |  |  |  |  |  |  |
| Blancs et nuls   | Blancs et nuls      | Blancs et nuls         | 911    | 1,34   | 1 848   | 2,58    |  |  |  |  |  |  |  |
| Exprimés         | Exprimés            | Exprimés               | 66 907 | 98,66  | 69 841  | 97,42   |  |  |  |  |  |  |  |
| * député sortant |                     |                        |        |        |         |         |  |  |  |  |  |  |  |

La suppléante de Jean-Claude Dessein était Françoise Gavelle, secrétaire.

#### Élections de 1986
Les élections législatives françaises de 1986 ont eu lieu le dimanche 16 mars 1986. Fait unique sous la Ve république, elles se sont déroulées au scrutin proportionnel à un seul tour dans chaque département français. Le résultat dans la 1re circonscription de la Somme n'est donc donné qu'à titre indicatif.
| Parti          | Parti            | Parti            | Premier tour | Premier tour |
| Parti          | Parti            | Parti            | Voix         | %            |
| -------------- | ---------------- | ---------------- | ------------ | ------------ |
|                | Parti socialiste | Parti socialiste | 12 533       | 30,35        |
|                | UDF-RPR          | UDF-RPR          | 11 695       | 28,32        |
|                | Parti communiste | Parti communiste | 8 498        | 20,58        |
|                | Front national   | Front national   | 4 895        | 11,85        |
|                | Divers droite    | Divers droite    | 2 387        | 5,78         |
|                | MPPT             | MPPT             | 1 291        | 3,13         |
|                |                  |                  |              |              |
| Inscrits       | Inscrits         | Inscrits         | 56 998       | 100,00       |
| Abstentions    | Abstentions      | Abstentions      | 13 162       | 23,09        |
| Votants        | Votants          | Votants          | 43 836       | 76,91        |
| Blancs et nuls | Blancs et nuls   | Blancs et nuls   | 2 537        | 5,79         |
| Exprimés       | Exprimés         | Exprimés         | 41 299       | 94,21        |

### De 1988 à 2007
Voici la liste des résultats des élections législatives dans la circonscription depuis le découpage électoral de 1986 jusqu'à celui de 2010.

#### Élections de 1988
| Candidat       | Candidat                          | Parti          | Premier tour | Premier tour | Second tour | Second tour |  |
| Candidat       | Candidat                          | Parti          | Voix         | %            | Voix        | %           |  |
| -------------- | --------------------------------- | -------------- | ------------ | ------------ | ----------- | ----------- |  |
|                | Jean-Claude Dessein sortant réélu | PS             | 12 562       | 35,79        | 23 275      | 63,75       |  |
|                | Maxime Gremetz sortant            | PCF            | 8 823        | 25,14        | Retrait     | Retrait     |  |
|                | Jean-Paul Plez                    | RPR (URC)      | 8 055        | 22,95        | 13 235      | 36,25       |  |
|                | Yves Dupille                      | FN             | 4 680        | 13,33        |             |             |  |
|                | Anne Hillebrand                   | PSU            | 980          | 2,79         |             |             |  |
|                |                                   |                |              |              |             |             |  |
| Inscrits       | Inscrits                          | Inscrits       | 56 820       | 100,00       | 56 796      | 100,00      |  |
| Abstentions    | Abstentions                       | Abstentions    | 20 843       | 36,68        | 18 668      | 32,87       |  |
| Votants        | Votants                           | Votants        | 35 977       | 63,32        | 38 128      | 67,13       |  |
| Blancs et nuls | Blancs et nuls                    | Blancs et nuls | 877          | 2,44         | 1 618       | 4,24        |  |
| Exprimés       | Exprimés                          | Exprimés       | 35 100       | 97,56        | 36 510      | 95,76       |  |

Le suppléant de Jean-Claude Dessein était Serge Delignières, adjoint au maire d'Amiens.

#### Élections de 1993
| Candidat       | Candidat                    | Parti          | Premier tour | Premier tour | Second tour | Second tour |  |
| Candidat       | Candidat                    | Parti          | Voix         | %            | Voix        | %           |  |
| -------------- | --------------------------- | -------------- | ------------ | ------------ | ----------- | ----------- |  |
|                | Jean Bouly                  | UDF (Rad)      | 7 619        | 21,26        | 17 565      | 49,67       |  |
|                | Maxime Gremetz élu          | PCF            | 7 202        | 20,10        | 17 795      | 50,33       |  |
|                | Yves Dupille                | FN             | 5 408        | 15,09        |             |             |  |
|                | Jean-Claude Dessein sortant | PS (ADFP)      | 4 921        | 13,73        |             |             |  |
|                | Brigitte Fouré              | CNIP           | 3 844        | 10,73        |             |             |  |
|                | Hubert Delarue              | GÉ (EÉ)        | 2 270        | 6,33         |             |             |  |
|                | Pierre Gensanne             | LT-LNÉ         | 1 486        | 4,15         |             |             |  |
|                | Jacques Vallas              | diss. RPR      | 765          | 2,13         |             |             |  |
|                | Pierre Frigul               | Divers droite  | 698          | 1,95         |             |             |  |
|                | Denise Dupont               | LO             | 686          | 1,91         |             |             |  |
|                | Philippe Theveniaud         | UÉD            | 546          | 1,52         |             |             |  |
|                | René Prévéral               | LCR            | 388          | 1,08         |             |             |  |
|                | Martine Guebels             | Divers         | 0            | 0,00         |             |             |  |
|                |                             |                |              |              |             |             |  |
| Inscrits       | Inscrits                    | Inscrits       | 56 716       | 100,00       | 56 697      | 100,00      |  |
| Abstentions    | Abstentions                 | Abstentions    | 18 741       | 33,04        | 17 745      | 31,3        |  |
| Votants        | Votants                     | Votants        | 37 975       | 66,96        | 38 952      | 68,7        |  |
| Blancs et nuls | Blancs et nuls              | Blancs et nuls | 2 142        | 5,64         | 3 592       | 9,22        |  |
| Exprimés       | Exprimés                    | Exprimés       | 35 833       | 94,36        | 35 360      | 90,78       |  |

Le suppléant de Maxime Gremetz était Albert Bécard, maire de Camon.

#### Élections législatives de 1997
| Candidat                     | Candidat                     | Parti                   | Premier tour | Premier tour | Second tour | Second tour |  |
| Candidat                     | Candidat                     | Parti                   | Voix         | %            | Voix        | %           |  |
| ---------------------------- | ---------------------------- | ----------------------- | ------------ | ------------ | ----------- | ----------- |  |
|                              | Maxime Gremetz sortant réélu | PCF (MDC)               | 9 456        | 25,33        | 23 161      | 60,65       |  |
|                              | Brigitte Fouré               | UDF (PR)                | 9 095        | 24,36        | 15 026      | 39,35       |  |
|                              | Francis Lecul                | PS                      | 7 483        | 20,04        | Retrait     | Retrait     |  |
|                              | Yves Dupille                 | FN                      | 6 202        | 16,61        |             |             |  |
|                              | Florence Cazé                | Extrême gauche (LO)     | 1 049        | 2,81         |             |             |  |
|                              | Hubert Delarue               | Divers écologiste (GÉ)  | 1 029        | 2,76         |             |             |  |
|                              | Thérèse Couraud              | Les Verts               | 758          | 2,03         |             |             |  |
|                              | Nadia Bédier                 | Divers droite           | 454          | 1,22         |             |             |  |
|                              | Hélène Floret                | Divers écologiste (MÉI) | 421          | 1,13         |             |             |  |
|                              | Francis Poquet               | Extrême gauche (LCR)    | 372          | 1,00         |             |             |  |
|                              | Mahfoud Hammani              | MPF (LDI)               | 269          | 0,72         |             |             |  |
|                              | Pierre Henry                 | IR                      | 243          | 0,65         |             |             |  |
|                              | Pierre Clavel                | Divers droite           | 233          | 0,62         |             |             |  |
|                              | Moussa Abdellatif            | Divers droite           | 232          | 0,62         |             |             |  |
|                              | Jean-Claude Tastot           | Divers droite           | 40           | 0,11         |             |             |  |
|                              |                              |                         |              |              |             |             |  |
| Inscrits                     | Inscrits                     | Inscrits                | 55 704       | 100,00       | 55 685      | 100,00      |  |
| Abstentions                  | Abstentions                  | Abstentions             | 16 643       | 29,88        | 15 014      | 26,96       |  |
| Votants                      | Votants                      | Votants                 | 39 061       | 70,12        | 40 671      | 73,04       |  |
| Blancs et nuls               | Blancs et nuls               | Blancs et nuls          | 1 725        | 4,42         | 2 484       | 6,11        |  |
| Exprimés                     | Exprimés                     | Exprimés                | 37 336       | 95,58        | 38 187      | 93,89       |  |
| Source : Assemblée nationale |                              |                         |              |              |             |             |  |

Le suppléant de Maxime Gremetz était André Sehet, DVG, maire de La Chaussée-Tirancourt, directeur d'école.

#### Élections de 2002
| Candidat       | Candidat                     | Parti            | Premier tour | Premier tour | Second tour | Second tour |  |
| Candidat       | Candidat                     | Parti            | Voix         | %            | Voix        | %           |  |
| -------------- | ---------------------------- | ---------------- | ------------ | ------------ | ----------- | ----------- |  |
|                | Maxime Gremetz sortant réélu | PCF              | 8 369        | 24,38        | 16 730      | 54,77       |  |
|                | Jean-Yves Bourgois           | UDF              | 5 742        | 16,73        | 13 818      | 45,23       |  |
|                | Francis Lecul                | PS               | 5 715        | 16,65        |             |             |  |
|                | Hubert Delarue               | UMP              | 4 393        | 12,80        |             |             |  |
|                | Jean-Paul Montigny           | FN               | 4 287        | 12,49        |             |             |  |
|                | Adnane Abdellatif            | Divers           | 1 980        | 6,15         |             |             |  |
|                | Nicole Cayeux                | CPNT             | 1 930        | 5,62         |             |             |  |
|                | Éric Debord                  | Les Verts        | 809          | 2,36         |             |             |  |
|                | Marie-France Rabaud          | LCR              | 527          | 1,54         |             |             |  |
|                | Bruno Paleni                 | LO               | 514          | 1,50         |             |             |  |
|                | Jacques Vallas               | RPF              | 461          | 1,34         |             |             |  |
|                | Richard Laurent              | CPNT             | 402          | 1,17         |             |             |  |
|                | Sandrine Goffinon            | Pôle républicain | 294          | 0,86         |             |             |  |
|                | Marie-Paule Michaud          | MNR              | 280          | 0,82         |             |             |  |
|                |                              |                  |              |              |             |             |  |
| Inscrits       | Inscrits                     | Inscrits         | 57 392       | 100,00       | 57 348      | 100,00      |  |
| Abstentions    | Abstentions                  | Abstentions      | 22 296       | 38,85        | 25 331      | 44,17       |  |
| Votants        | Votants                      | Votants          | 35 096       | 61,15        | 32 017      | 55,83       |  |
| Blancs et nuls | Blancs et nuls               | Blancs et nuls   | 768          | 2,19         | 1 469       | 4,59        |  |
| Exprimés       | Exprimés                     | Exprimés         | 34 328       | 97,81        | 30 548      | 95,41       |  |

Le suppléant de Maxime Gremetz était André Sehet.

#### Élections de 2007
| Candidat       | Candidat                     | Parti          | Premier tour | Premier tour | Second tour | Second tour |  |
| Candidat       | Candidat                     | Parti          | Voix         | %            | Voix        | %           |  |
| -------------- | ---------------------------- | -------------- | ------------ | ------------ | ----------- | ----------- |  |
|                | Jean-Yves Bourgois           | NC             | 8 317        | 25,83        | 12 761      | 40,67       |  |
|                | Maxime Gremetz sortant réélu | COM            | 6 782        | 21,06        | 18 618      | 59,33       |  |
|                | Farida Andasmas              | PS             | 5 060        | 15,72        |             |             |  |
|                | Jean-Claude Renaux           | PCF            | 3 737        | 11,61        |             |             |  |
|                | Olivier Mira                 | UDF–MoDem      | 1 980        | 6,15         |             |             |  |
|                | Yann Celos                   | FN             | 1 723        | 5,35         |             |             |  |
|                | Dominique Fachon             | Divers droite  | 919          | 2,85         |             |             |  |
|                | Joëlle Toutain               | CPNT           | 752          | 2,34         |             |             |  |
|                | Francis Dollé                | LCR            | 672          | 2,09         |             |             |  |
|                | Marion Lepresle              | Les Verts      | 597          | 1,85         |             |             |  |
|                | Alfreda Kassuba              | LT-LNÉ         | 365          | 1,13         |             |             |  |
|                | Bruno Paleni                 | LO             | 304          | 0,94         |             |             |  |
|                | Yves Dupille                 | MNR            | 269          | 0,84         |             |             |  |
|                | Mohamed Reziga               | Divers         | 254          | 0,79         |             |             |  |
|                | Hubert Rocque                | Divers droite  | 194          | 0,60         |             |             |  |
|                | Guy Pornet                   | Extrême gauche | 167          | 0,52         |             |             |  |
|                | Nadia Ricochon               | PT             | 106          | 0,33         |             |             |  |
|                |                              |                |              |              |             |             |  |
| Inscrits       | Inscrits                     | Inscrits       | 60 149       | 100,00       | 60 147      | 100,00      |  |
| Abstentions    | Abstentions                  | Abstentions    | 27 221       | 45,26        | 26 978      | 44,85       |  |
| Votants        | Votants                      | Votants        | 32 928       | 54,74        | 33 169      | 55,15       |  |
| Blancs et nuls | Blancs et nuls               | Blancs et nuls | 730          | 2,22         | 1 790       | 5,4         |  |
| Exprimés       | Exprimés                     | Exprimés       | 32 198       | 97,78        | 31 379      | 94,6        |  |

### Depuis 2012
Voici la liste des résultats des élections législatives dans la circonscription depuis le découpage électoral de 2010.

#### Élections de 2012
| Candidat       | Candidat               | Parti          | Premier tour | Premier tour | Second tour | Second tour |  |
| Candidat       | Candidat               | Parti          | Voix         | %            | Voix        | %           |  |
| -------------- | ---------------------- | -------------- | ------------ | ------------ | ----------- | ----------- |  |
|                | Pascale Boistard élue  | PS             | 15 345       | 32,83        | 26 210      | 59,14       |  |
|                | Stéphane Decayeux      | UMP            | 10 858       | 23,23        | 18 109      | 40,86       |  |
|                | Yvon Flahaut           | RBM (FN)       | 8 276        | 17,70        |             |             |  |
|                | Jean-Claude Renaux     | FG (PCF)       | 5 455        | 11,67        |             |             |  |
|                | Mickaël Wamen          | COM            | 2 945        | 6,30         |             |             |  |
|                | Rachid Sallali         | Sans étiquette | 694          | 1,48         |             |             |  |
|                | Lyacout Haicheur       | EÉLV           | 809          | 1,73         |             |             |  |
|                | Vladimir Mendès Borgès | CpF (MoDem)    | 548          | 1,17         |             |             |  |
|                | Florence Perdu         | PDF            | 486          | 1,04         |             |             |  |
|                | Philippe Corne         | DLR            | 465          | 0,99         |             |             |  |
|                | Salwa Barjoud          | PRV            | 327          | 0,70         |             |             |  |
|                | Nathalie Rossi         | LO             | 327          | 0,70         |             |             |  |
|                | Mohamed Reziga         | FEA (AÉI)      | 210          | 0,45         |             |             |  |
|                |                        |                |              |              |             |             |  |
| Inscrits       | Inscrits               | Inscrits       | 85 137       | 100,00       | 85 129      | 100,00      |  |
| Abstentions    | Abstentions            | Abstentions    | 37 405       | 43,94        | 38 702      | 45,46       |  |
| Votants        | Votants                | Votants        | 47 732       | 56,06        | 46 427      | 54,54       |  |
| Blancs et nuls | Blancs et nuls         | Blancs et nuls | 987          | 2,07         | 2 108       | 4,54        |  |
| Exprimés       | Exprimés               | Exprimés       | 46 745       | 97,93        | 44 319      | 95,46       |  |

#### Élections de 2017
|                                                                          | |                           |                           |                          |                          |
|                                                                          | | Premier tour 11 juin 2017 | Premier tour 11 juin 2017 | Second tour 18 juin 2017 | Second tour 18 juin 2017 |
|                                                                          | |                           |                           |                          |                          |
|                                                                          | | Nombre                    | % des inscrits            | Nombre                   | % des inscrits           |
| Inscrits                                                                 | Inscrits | 84 296                    | 100,00                    | 84 286                   | 100,00                   |
| Abstentions                                                              | Abstentions                                                                                                   | 43 920                    | 52,10                     | 46 749                   | 55,46                    |
| Votants                                                                  | Votants | 40 376                    | 47,90                     | 37 537                   | 44,54                    |
|                                                                          | |                           | % des votants             |                          | % des votants            |
| Bulletins blancs                                                         | Bulletins blancs                                                                                              | 793                       | 1,96                      | 1 980                    | 5,27                     |
| Bulletins nuls                                                           | Bulletins nuls                                                                                                | 335                       | 0,83                      | 1 023                    | 2,73                     |
| Suffrages exprimés                                                       | Suffrages exprimés                                                                                            | 39 248                    | 97,21                     | 34 534                   | 92,00                    |
|                                                                          | |                           |                           |                          |                          |
| Candidat Étiquette politique (partis et alliances)                       | Candidat Étiquette politique (partis et alliances)                                                            | Voix                      | % des exprimés            | Voix                     | % des exprimés           |
|                                                                          | |                           |                           |                          |                          |
|                                                                          | Nicolas Dumont La République en marche                                                                        | 13 394                    | 34,13                     | 15 205                   | 44,03                    |
|                                                                          | François Ruffin Picardie debout ! (Parti communiste français, La France insoumise, Europe Écologie Les Verts) | 9 545                     | 24,32                     | 19 329                   | 55,97                    |
|                                                                          | Franck de Lapersonne Front national                                                                           | 6 255                     | 15,94                     |                          |                          |
|                                                                          | Stéphane Decayeux Les Républicains (Union des démocrates et indépendants)                                     | 5 251                     | 13,38                     |                          |                          |
|                                                                          | Pascale Boistard Parti socialiste                                                                             | 2 770                     | 7,06                      |                          |                          |
|                                                                          | Florient Tryoen Debout la France                                                                              | 623                       | 1,59                      |                          |                          |
|                                                                          | Yvon Flahaut Union des patriotes (Comités Jeanne)                                                             | 599                       | 1,53                      |                          |                          |
|                                                                          | Amal Aissaoui Lutte ouvrière                                                                                  | 313                       | 0,80                      |                          |                          |
|                                                                          | Mai-Linh Nguyen Union populaire républicaine                                                                  | 202                       | 0,51                      |                          |                          |
|                                                                          | Dominique Reitzman Parti ouvrier indépendant démocratique                                                     | 180                       | 0,46                      |                          |                          |
|                                                                          | Ricky Mouko Sans étiquette                                                                                    | 116                       | 0,30                      |                          |                          |
| Source : Ministère de l'Intérieur - Première circonscription de la Somme | |                           |                           |                          |                          |

#### Élections de 2022
Les élections législatives françaises de 2022 se déroulent les dimanches 12 et 19 juin 2022.
|                                                    |                                                                                     |                           |                           |                          |                          |
|                                                    |                                                                                     | Premier tour 12 juin 2022 | Premier tour 12 juin 2022 | Second tour 19 juin 2022 | Second tour 19 juin 2022 |
|                                                    |                                                                                     |                           |                           |                          |                          |
|                                                    |                                                                                     | Nombre                    | % des inscrits            | Nombre                   | % des inscrits           |
| Inscrits                                           | Inscrits                                                                            | 84 040                    | 100                       | 84 051                   | 100                      |
| Abstentions                                        | Abstentions                                                                         | 45 452                    | 54,08                     | 46 400                   | 55,20                    |
| Votants                                            | Votants                                                                             | 38 588                    | 45,92                     | 37 651                   | 44,80                    |
|                                                    |                                                                                     |                           | % des votants             |                          | % des votants            |
| Bulletins blancs                                   | Bulletins blancs                                                                    | 675                       | 1,75                      | 4034                     | 10,71                    |
| Bulletins nuls                                     | Bulletins nuls                                                                      | 292                       | 0,76                      | 1276                     | 3,39                     |
| Suffrages exprimés                                 | Suffrages exprimés                                                                  | 37 621                    | 97,49                     | 32 341                   | 85,90                    |
|                                                    |                                                                                     |                           |                           |                          |                          |
| Candidat Étiquette politique (partis et alliances) | Candidat Étiquette politique (partis et alliances)                                  | Voix                      | % des exprimés            | Voix                     | % des exprimés           |
|                                                    |                                                                                     |                           |                           |                          |                          |
|                                                    | François Ruffin* Nouvelle Union populaire écologique et sociale La France insoumise | 15 081                    | 40,09                     | 19 731                   | 61,01                    |
|                                                    | Nathalie Ribeiro-Billet Rassemblement national                                      | 8 495                     | 22,58                     | 12 609                   | 38,99                    |
|                                                    | Pascal Rifflart Ensemble                                                            | 7 640                     | 20,31                     |                          |                          |
|                                                    | Mathilde Roy Les Républicains                                                       | 2 636                     | 7,01                      |                          |                          |
|                                                    | Pascal Fradcourt Divers centre                                                      | 1 222                     | 3,25                      |                          |                          |
|                                                    | Pascal Scribe Reconquête                                                            | 1 025                     | 2,72                      |                          |                          |
|                                                    | Thierry Vandeplassche Parti animaliste                                              | 758                       | 2,01                      |                          |                          |
|                                                    | Jean-Patrick Baudry Lutte ouvrière                                                  | 432                       | 1,15                      |                          |                          |
|                                                    | Noé Boxoën Debout la France                                                         | 332                       | 0,88                      |                          |                          |
| * Député sortant                                   |                                                                                     |                           |                           |                          |                          |

#### Élections de 2024
| Résultats des élections législatives des 30 juin et 7 juillet 2024 de la 1re circonscription de la Somme |                               |                                               |                          |              |              |             |             |
| Candidat                                                                                                 | Candidat                      | Parti et coalition                            | Nuance                   | Premier tour | Premier tour | Second tour | Second tour |
| Candidat                                                                                                 | Candidat                      | Parti et coalition                            | Nuance                   | Voix         | %            | Voix        | %           |
| | Nathalie Ribeiro-Billet       | Rassemblement national                        | RN                       | 21 413       | 40,69        | 24 083      | 47,05 %     |
| | François Ruffin sortant réélu | Picardie debout ! / La France insoumise (NFP) | UG                       | 17 850       | 33,92        | 27 108      | 52,95 %     |
| | Albane Branlant               | Renaissance (Ensemble)                        | ENS                      | 11 933       | 22,68        | Retrait     | Retrait     |
| | Bruno Dumont                  | Alliance centriste                            | DVC                      | 776          | 1,47         |             |             |
| | Jean-Patrick Baudry           | Lutte ouvrière                                | EXG                      | 653          | 1,24         |             |             |
| Votes exprimés                                                                                           | Votes exprimés                | Votes exprimés                                | Votes exprimés           | 52 625       | 97,44        | 51 191      | 93,64       |
| Votes blancs                                                                                             | Votes blancs                  | Votes blancs                                  | Votes blancs             | 926          | 1,71         | 2 576       | 4,71        |
| Votes nuls                                                                                               | Votes nuls                    | Votes nuls                                    | Votes nuls               | 459          | 0,85         | 900         | 1,65        |
| Total | Total                         | Total                                         | Total                    | 54 010       | 100          | 54 667      | 100         |
| Abstention                                                                                               | Abstention                    | Abstention                                    | Abstention               | 29 094       | 35,01        | 28 437      | 34,22       |
| Inscrits / participation                                                                                 | Inscrits / participation      | Inscrits / participation                      | Inscrits / participation | 83 104       | 64,99        | 83 104      | 65,78       |

#### Département de la Somme
- La fiche de l'INSEE de cette circonscription : « Tableaux et Analyses de la première circonscription de la Somme », sur insee.fr, site de l'Institut national de la statistique et des études économiques (consulté le 10 juin 2007) [PDF]

- « Tous les députés du département de la Somme depuis 1789 » [archive du 30 septembre 2007], sur assemblee-nationale.fr, site de l'Assemblée nationale française (consulté le 10 juin 2007)

- « Informations contentieuses sur le département de la Somme (Élections législatives de 2002) »(Archive.org • Wikiwix • Archive.is • Google • Que faire ?), sur conseil-constitutionnel.fr, site du Conseil constitutionnel (consulté le 13 juin 2007)

#### Circonscriptions en France
- « Carte des circonscriptions législatives en France », sur assemblee-nationale.fr, site de l'Assemblée nationale française (consulté le 10 juin 2007)

- « Résultats électoraux officiels en France »(Archive.org • Wikiwix • Archive.is • Google • Que faire ?), sur interieur.gouv.fr, site du ministère de l'Intérieur (France) (consulté le 13 juin 2007)

- Description et Atlas des circonscriptions électorales de France sur http://www.atlaspol.com, Atlaspol, site de cartographie géopolitique, consulté le 13 juin 2007.